# خاذژالماخی
خاذژالماخی (به لاتین: Khadzhalmakhi) یک منطقهٔ مسکونی در روسیه است که در شهرستان لواشینسکی واقع شده‌است.